# اندیس بند باغ ۱
بند باغ ۱ یک اندیس فلزی است که در حوالی شهر چار گنبد استان کرمان قرار دارد و مادهٔ معدنی موجود در آن، سرب و روی است.  